# Miriam Inglés
Miriam Inglés ist eine chilenische Biathletin.
Miriam Inglés startete im August 2010 bei den Biathlon-Südamerikameisterschaften in Portillo und Bariloche. Bei der Meisterschaft, die als Rennserie ausgetragen wurde, wurde Inglés in Portillo Sechste des Einzels, Achte im Sprintrennen und Sechste des Massenstarts. Bei den Rennen in Argentinien trat sie wie alle Chilenen wegen eines Erdbebens in ihrer Heimat nicht an. In der Gesamtwertung, in die nur drei Rennen eingingen, belegte sie den Achten Platz.